# Pivovar Luka nad Jihlavou
Pivovar Luka nad Jihlavou stával v městysu Luka nad Jihlavou nedaleko zámku.

## Historie
Přesný rok vzniku není znám. První písemná zmínka pochází z roku 1560, kdy tvrz a pivovar vlastnil Jan Zahrádecký ze Zahrádek. Zahrádečtí ze Zahrádek roku 1585 vložili obec Luka (tehdy byla nazývána Louka) spolu s tvrzí a pivovarem do zemských desk – vloženy byly také obce Předboř, Votín, Věžnice, Bahenná, Studnice, Bítovčice (s rychtou), Kozlov a pusté obce Rychýčka, Svatoslav a Kbelka. Během výstavby zámku za Maxmiliána Oldřicha z Kounic v letech 1739-1747 došlo také k modernizaci pivovaru. Následně byl pivovar často pronajímán, např. v roce 1849 je jako majitel uváděn A. Spitzer. V roce 1868 bylo z důvodů výstavby železnice a silnice okolí pivovaru upraveno a řeka Jihlava přeložena do nového koryta. V roce 1873, kdy zámek s pivovarem vlastnili svobodní páni Widmanové, vychází první pivovarský kalendář, kde je loucký pivovar uváděn mezi aktivními. V roce 1880 už mezi nimi chybí; někdy mezi těmito lety tedy muselo dojít k ukončení provozu. Příčinou pravděpodobně byla velmi silná konkurence okolních pivovarů, hlavně těch v Jihlavě a Brtnici. V pozdějších dobách byla budova využívána jako jízdárna.

## 20. století
Až do 19. dubna 1985 byl pivovar veden jako kulturní památka. V té době zámek s okolními budovami, mezi které patřil také bývalý pivovar, vlastnil podnik ČSAD Brno. Vedení podniku nechalo budovu bývalého pivovaru spolu se sousední hospodářskou budovou zbourat. Na místě měla být postavena ubytovna ve stylu hotelu. Před samotnou demolicí schválilo Ministerstvo kultury odpamátnění budovy. K výstavbě ubytovny však nikdy nedošlo.

## Podoba
Pivovar stával v podzámčí a pivovarské sklepy a lednici byly vybudovány ve svahu pod zámkem. Z pivovaru se do dnešních dnů zachovali pouze zasypané pivovarské sklepy, které jsou majetkem soukromého vlastníka zámku.